# 迪納拉山
迪納拉山（Dinara）是位於克羅埃西亞和波黑兩國交界處的一座山峰。迪納拉山有兩座主峰，分別是特羅格拉夫峰（Troglav，1913米）和迪納拉峰（1831米）。迪納拉山是克羅埃西亞的最高峰，相對海拔高度有728米。

## 外部連結
- Photographs and climbing information. （页面存档备份，存于）